# Garcz
Garcz, dodatkowa nazwa w j. kaszubskim Gôrcz, (niem. Gartsch) – wieś kaszubska w Polsce na Pojezierzu Kaszubskim położona w województwie pomorskim, w powiecie kartuskim, w gminie Chmielno na terenie Kaszubskiego Parku Krajobrazowego nad Jeziorem Łapalickim. W Garczu na skrzyżowaniu z drogą wojewódzką nr 211 bierze swój początek Droga Kaszubska.
W części wsi Garcz, Dziewczej Górze, osadzona jest oś powieści Martyny Bundy "Nieczułość".

## Nazwa miejscowości
Wieś pierwszy raz pojawiła się w tzw. Wielkiej księdze czynszowej Zakonu Krzyżackiego w połowie XV w. jako Gartsch. Pojawiały się tez nazwy Garc, Garcze, niekiedy Garcz, Garz.  Z tych zapisów wynika, że pierwotną nazwą był Gardziec, utworzony od pomorskiego rzeczownika gard (pol. gród). Dla porównania rdzeń ten utrzymał się w nazwie Starogardu Gdańskiego czy zachodniopomorskich Nowogardu, Białogardu czy Stargardu.
Przejście formy Gardziec w Garc czy Garcz wynika z kaszubskiego zaniku tzw. ruchomego "e" (np. pol. Janek -> kaszub. Jank, pol. kupiec -> kaszub. kupc. Zjawisko to powinno doprowadzić do formy Gardzc, jednak taka zbitka była fonetycznie nie do utrzymania i została uproszczona do Garc. Następnie pod niemieckim wpływem zamiany głoski "c" w "cz", widocznym tez w innych nazwach kaszubskich miejscowości, przeszła w "cz" i mamy współczesny Garcz.
Warto dodać, że Jezioro Łapalickie, nad którym leży Garcz historycznie nazywało się Garczno i zostało odnotowane znacznie wcześniej niż wieś - zapisy Garsno z 1212 r i Gartsno z 1224 r.  Jest to podstawa do stwierdzeń, że na miejscu dzisiejszej wsi lub w najbliższej okolicy stał gród (kaszub. gard), który dał nazwę pobliskiemu jezioru. We współczesnej kaszubszczyźnie brzmiałoby to jez. Gardzkie/Gôrdczé (pol. jez. Grodzkie)

## Historia miejscowości
Wieś królewska w starostwie mirachowskim w województwie pomorskim w II połowie XVI wieku. 
W roku 1773 dzierżawcą Garcza był niejaki Kobiella. We wsi mieszkali również gburzy Marcin Stanek i Wojtek Grzekowicz oraz chałupnicy Józef Kuchta, Jakub Ropell, Józef Lemann i Richert.
Na koniec 1892 r wieś zamieszkiwało 208 osób,  200 Kaszubów (196 katolików i 4 ewangelików) oraz 8 Niemców ewangelików.
W 1905 r. otwarto w Garczu przystanek kolejowy, będący częścią nowootwartej linii Kartuzy - Lębork. Połączenie działało do czerwca 2000 r.
W roku 1913 miejscową karczmę prowadził A. Kostuch; krawcem był Johann Cyrocki; we wsi było 2 szewców: Josef Cyrocki i Jakob Mueller oraz 2 kołodziejów: Johann Marschalkowski i Johann Formella.
W latach 1975–1998 miejscowość administracyjnie należała do województwa gdańskiego. 

## Integralne części wsi
| SIMC    | Nazwa         | Rodzaj    |
| ------- | ------------- | --------- |
| 1066998 | Dziewcza Góra | część wsi |